# Marie François de Récicourt
Pour les articles homonymes, voir Récicourt (homonymie).
Marie François de Récicourt, né le 4 décembre 1744 à Courtagnon (Marne), mort le 25 novembre 1813 à Lille (Nord), est un militaire français de la Révolution et de l’Empire.

## États de service
Il entre le 1er janvier 1764, à l’école du génie de Mézières, en qualité de lieutenant en second, et il en sort le 1er janvier 1766, avec le grade d’ingénieur (lieutenant en premier). 
Il reçoit son brevet de capitaine le 29 septembre 1775, et le 13 mai 1780, il est affecté comme capitaine en second de première classe, au Havre. Lieutenant-colonel le 1er avril 1783, il est employé à la défense des côtes jusqu’à l’an VI, et son rôle notamment, est de proposer les moyens d’organiser celles du Havre à Ostende. Il est promu chef de brigade le 27 février 1796, et le 31 août 1798, il est détaché à Paris, auprès du comité des fortifications. Peu de temps après, il reçoit l’ordre de se rendre à Maubeuge, et le 1er août 1799, il prend les fonctions de directeur du génie à Lille.
Le 6 février 1801, il est nommé membre de la commission établie pour l’examen des projets de canaux entre la Belgique et Paris, et le 2 juillet 1801, il devient membre du comité central du génie. Le 25 septembre 1802, il passe adjoint à l’ingénieur en chef des ponts et chaussées, en tant que délégué pour l’inspection du canal de jonction de la Sambre à l’Oise. Le 14 décembre 1801, il est maintenu comme directeur des fortifications à Lille, et le 6 octobre 1802, il est appelé à paris, pour faire partie de la commission des projets de canalisation. Il est fait chevalier de la Légion d’honneur le 11 décembre 1803, et officier de l’ordre le 14 juin 1804.
Membre du collège électoral du département de la Marne, il devient membre du comité des ingénieurs des ponts et chaussées le 3 août 1804, comité qui doit s’occuper du projet de canal de l’Escaut à la Meuse, et de la Meuse au Rhin. 
Le 30 mai 1808, il reçoit pour mission d’inspecter les directions du génie de Neuf-Brisach, Besançon, Grenoble et de Cette, puis en juillet 1810 il fait partie de la commission d’inspection des côtes, depuis la Seine jusqu’à Brest. De retour dans sa direction à Lille le 8 mars 1811, il est envoyé le 24 mai suivant à celle de Groningue, devenue très importante depuis la réunion de la Hollande à la France.
Après avoir rempli avec talent plusieurs missions de confiance, il retourne à Lille, où il meurt le 25 novembre 1813, dans l’exercice de ses fonctions.

## Sources
- A. Lievyns, Jean Maurice Verdot, Pierre Bégat, Fastes de la Légion-d'honneur, biographie de tous les décorés accompagnée de l'histoire législative et réglementaire de l'ordre, Tome 3, Bureau de l’administration, 1844, 529 p. (lire en ligne), p. 450.
- « Cote LH/2281/32 », base Léonore, ministère français de la Culture
- Léon Hennet, Etat militaire de France pour l’année 1793, Siège de la société, Paris, 1903, p. 312.
- Marie François de Récicourt  sur roglo.eu
- Aline Lemonnier-Mercier, Les Embellissements du Havre au XVIIIe siècle: Projets, réalisations, 1719-1830, presse universitaire de Rouen et du Havre, 2013 (ISBN 9791024000671).
- Société académique des antiquaires de la Morinie, Bulletin trimestriel de la Société académique des antiquaires de la Morinie, Volume 15, Partie 1, 1929, p. 334.
- Georges de Lhomel, Journal de la révolution à Montreuil-sur-Mer, volume 1, La Fosse, 1905, p. 337.